# خوان سواريز كارفاغال
خوان سواريز كارفاغال (بالإسبانية: Juan Suárez de Carbajal)‏ هو رجل دين إسباني، ولد في 1485 في طلبيرة في إسبانيا، وتوفي في 6 أكتوبر 1584 في طليطلة في إسبانيا.